# Cumrun Vafa
Cumrun Vafa (en persan : کامران وفا, Kâmrân Vafâ) [kɔːmˈrɔːn væˈfɔː] (né en 1960, à Téhéran) est un physicien irano-américain travaillant à l'Université Harvard aux États-Unis et un chercheur de renommée mondiale en théorie des cordes.
Ses contributions à la théorie des cordes incluent la théorie F(en), de nombreux articles sur la théorie des cordes topologiques, ainsi qu'un article célèbre en collaboration avec Andrew Strominger sur l'origine microscopique de l'entropie des trous noirs.
Il est diplômé de l'école Alborz en Iran et a obtenu son doctorat à l'Université de Princeton en 1985.

## Récompenses et distinctions
2008 : médaille Dirac de l'ICTP
En 2008 il reçoit le prix Leonard Eisenbud pour les Mathématiques et la Physique, décerné par l'American Mathematical Society (2008), conjointement avec Hirosi Ooguri et Andrew Strominger.